# بیس جامپ
پرش آزاد، پرش هوایی، پرش بِیس یا بیس جامپینگ (به انگلیسی: BASE jumping)، به ورزش پریدن با لباس بالدار یا با چتر از روی یک سازهٔ ثابت یا صخره گفته می‌شود. 
BASE سرواژه‌ای از انواع سازه‌های قابل‌پریدن است: ساختمان (Building)، آنتن (Antenna)، دهنه (Span) و صخره (Earth). از آنجا که پرش بیس برخلاف چتربازی نه از یک هواپیما با ارتفاع زیاد بلکه از روی نقاط کم‌ارتفاع‌تر انجام می‌گیرد، ریسک و میزان مرگ‌ومیر در این ورزش به مراتب بالاتر است تا حدی که یکی از پرمخاطره‌ترین ورزش‌ها و از انواع بدل‌کاری به‌شمارمی‌رود. پرش آزاد در برخی نقاط جهان ممنوع و غیرقانونی است.
کارل بونیش که زندگی و مرگش دستمایهٔ فیلم مستندی به نام «ابرمرد آفتابی» شد، «پدر پرش آزاد نوین» نامیده شده‌است.